# 1797 Schaumasse
1797 Schaumasse (1936 VH) là một tiểu hành tinh vành đai chính được phát hiện ngày 15 tháng 11 năm 1936 bởi A. Patry ở Nice.